# 厚叶鼠刺
厚叶鼠刺（学名：Itea coriacea），为虎耳草科鼠刺属下的一个种。

## 扩展阅读
維基物種上的相關：厚叶鼠刺